# 遠藤大輔
遠藤 大輔（えんどう だいすけ、1979年11月26日 - ）は、日本の男性声優。マウスプロモーション所属。東京都出身。

## 経歴
日本ナレーション演技研究所、マウスプロモーション附属俳優養成所を経て、2006年からマウスプロモーションに所属。

## 人物
声優としてはアニメ、外画の吹き替え、ゲームなどで活躍している。
趣味・特技は写真（ポラロイドカメラ）。

## 出演
太字はメインキャラクター。

### テレビアニメ
2006年
- イノセント・ヴィーナス（兵士、士官、若者達、研究員）
- 格闘美神 武龍 REBIRTH（住人）
- Project BLUE 地球SOS（黒服の男）
- xxxHOLiC（通行人）

2007年
- アイドルマスター XENOGLOSSIA（オペレーター）
- 獣神演武 -HERO TALES-（玄狼党員）
- NARUTO -ナルト- 疾風伝（2007年 - 2009年、砂の里の忍、医療忍者、岩忍マヒル）
- もやしもん（一年生C）

2008年
- 今日からマ王!（兵士）
- 銀魂（2008年 - 2010年、隊士A、野良猫A、浪士B）
- CLANNAD -クラナド-（男子生徒、不良） - 2シリーズ
- 地獄少女 三鼎（2008年 -  2009年、サムシング吉松、教頭、中山仁一、四十万丈太郎）
- 絶対可憐チルドレン（隊員）
- ドルアーガの塔 〜the Aegis of URUK〜（男、ゴーニー）
- 隠の王（教師）
- 二十面相の娘（門番、警官B）
- まかでみ・WAっしょい!（ガント）
- ワールド・デストラクション 〜世界撲滅の六人〜

2009年
- アラド戦記〜スラップアップパーティー〜（鬼騎士D、鬼騎士C、ロディンクロー）
- 犬夜叉 完結編（銀禍）
- エグザムライ戦国（MAKIDAI）
- キディ・ガーランド（管制室員A）
- 空中ブランコ
- クロスゲーム（2009年 - 2010年、巻原、小倉、武井監督、選手、あかね 父、市原、記者）
- ゴルゴ13（コテージの客、慈善家B）
- 黒神 The Animation（駸、大佐）
- シャングリ・ラ（看守）
- スキップ・ビート!（テッチン）
- スレイヤーズEVOLUTION-R（タフォーラシア国民B）
- 07-GHOST（アルド、老人、元大司教）
- 戦国BASARA（2009年 - 2010年、良直） - 2シリーズ
- 戦う司書 The Book of Bantorra（レーリア＝ブックワット、王、ルイーク）
- 花咲ける青少年（ハッサン、フロント係、ジム、ブライアン、ウールド、コズレン、サバジ、イカイ）
- ヒピラくん（町の人たち）
- Phantom 〜Requiem for the Phantom〜（ドレイク・サザーランド）
- FAIRY TAIL（2009年 - 2024年、ナブ・ラサロ、ビアード、ボボ、バニッシュブラザーズ弟、兎兎丸、オーグ） - 4シリーズ
- WHITE ALBUM（男A）

2010年
- 屍鬼（結城、大塚康幸、役場職員）
- 書家（部下）
- デュラララ!!（運転手、比賀）
- 爆丸バトルブローラーズ ニューヴェストロイア（シャドウ・プローヴ）
- BLEACH（死神）
- メタルファイト ベイブレード シリーズ（2010年 - 2012年、アイアン・グレイシー） - 3シリーズ
- 夢色パティシエール（辛島先生、村岡） - 2シリーズ

2011年
- 君と僕。（2011年 - 2012年、不良少年、顧問の先生、刑事） - 2シリーズ
- 30歳の保健体育（若い寮長）
- ドラゴンクライシス!（千崎）

2012年
- 坂道のアポロン（男子、岡田、生徒、委員、屋上の生徒）
- 戦国コレクション（刑事、日暮）
- 遊☆戯☆王ZEXAL（内村航平）

2013年
- ビーストサーガ（シザーシャーク、ダッカー）

2014年
- ドラゴンコレクション（リーガック、ナイトゴーント）
- 曇天に笑う（罪人、太田医師）
- ハマトラ（ヒビキ）
- メカクシティアクターズ（村人B）

2017年
- 遊☆戯☆王VRAINS（ハノイの騎士）

2018年
- ゾイドワイルド（2018年 - 2019年、ザマース）

### OVA
- 聖闘士星矢 THE LOST CANVAS 冥王神話（2009年、聖闘士候補生）
- HELLSING（2009年、傭兵[11]）
- 魔法先生ネギま! 〜もうひとつの世界〜（2009年、警備兵、フェイトの部下）
- FAIRY TAIL 〜ようこそ フェアリーヒルズ!!〜（2011年、ナブ・ラサロ）
- FAIRY TAIL 〜妖精学園 ヤンキー君とヤンキーちゃん〜（2011年、兎兎丸）

### 劇場アニメ
- 劇場版 NARUTO -ナルト- 疾風伝（2007年）
- 劇場版 戦国BASARA -The Last Party-（2011年、良直[12]）

### Webアニメ
- マウスどうぶつえん（2019年、ジャガーのだいすけ）

### ゲーム
2007年
- Que 〜エンシェントリーフの妖精〜（二宮麻人）
- ミストオブカオス（ラゼウィン）

2008年
- ストリートファイターIV（サガット）
- スペクトラルフォース ジェネシス（カリスト・ホーン、ギズ・ラーカー）
- 乃木坂春香の秘密 こすぷれ、はじめました♥
- メタルギアソリッド4（PMC兵、MGO兵士音声タイプC）
- 428 〜封鎖された渋谷で〜（成田エージェント）

2009年
- S.Y.K シリーズ（2009年 - 2011年、牛魔王） - 4作品
- 剣と魔法と学園モノ。2（バハムーン・男）
- サモンナイトX 〜Tears Crown〜
- テイルズ オブ ヴェスペリア（騎士） - PS3版
- テイルズ オブ グレイセス（大統領府衛兵）
- デモンブライド（ぺこ丸、メタトロン、ベルゼブブ、レヴィアタン）
- NARUTO -ナルト- 疾風伝 ナルティメットアクセル3（音隠れの忍）

2010年
- コープスパーティー ブラッドカバー リピーティッドフィアー（鬼碑忌コウ、片山良介）
- コール オブ デューティ ブラックオプス（カルロス）
- スーパーストリートファイターIV（サガット）
- 戦国BASARA3（兵士）
- BLUE ROSES 〜妖精と青い瞳の戦士たち〜（アルビオン）

2011年
- アンチャーテッド 砂漠に眠るアトランティス（サリーム）
- うみねこのなく頃に散 〜真実と幻想の夜想曲〜
- コープスパーティー Book of Shadows（鬼碑忌コウ、片山良介）
- 侍道4（茂呂茂）

2012年
- コープスパーティー -THE ANTHOLOGY- サチコの恋愛遊戯♥Hysteric Birthday 2U（鬼碑忌コウ、片山良介）
- ストリートファイター X 鉄拳（サガット）
- バイオハザード リベレーションズ（カーク・マシソン）
- ファイアーエムブレム 覚醒（ヴェイク、シャンブレー）
- ワンド オブ フォーチュン2 FD ～君に捧げるエピローグ～（イヴァン〈青年〉）

2014年
- ウルトラストリートファイターIV（サガット）

2015年
- ウィッチャー3 ワイルドハント（ヤルマール・アン・クライト）
- グランブルーファンタジー（サガット）
- デュラララ!! Relay（比賀）

2017年
- ウルトラストリートファイターII -The Final Challengers-（サガット）

2018年
- ストリートファイターV アーケードエディション（サガット）

2019年
- キングスレイド（ベルンヘイム）
- ファイアーエムブレム ヒーローズ（2019年 - 2024年、シャンブレー、ヴェイク）
- ファイアーエムブレム 風花雪月（エーギル公、マイクラン）

2020年
- ファイナルファンタジーVII リメイク

2022年
- ファイアーエムブレム無双 風花雪月（ルートヴィヒ＝フォン＝エーギル、マイクラン＝アンシュッツ＝ゴーティエ）

2023年
- Fate/Samurai Remnant（逸れのバーサーカー / サムソン）

### ドラマCD
- 世界樹の迷宮（ゴロツキ）
- planetarian 〜ちいさなほしのゆめ〜（ダニエル・ディアス）
- MAUSU THEATER

### 吹き替え

#### 映画
- アドベンチャーランドへようこそ
- アウトブレイクX（セルゲイ）
- ウィレム・デフォー　セブン:ビギンズ 〜彩られた猟奇〜（マーティン）
- 大いなる陰謀
- キャンプ・ロック
- ソー 生命の木とアスガルドの神々（バルディエール）
- それでも生きる子供たちへ
- ダークナイト（ドーピー）
- 007/オクトパシー（グリシュカ）
- ドルフィンズ
- ニンジャ・チアリーダー（ハリー）
- ノトーリアス・B.I.G.（ミスター・シー）
- パラサイト X
- ビヨンド・ザ・リッチ
- 卑劣な街（ホンマン）
- ブラック・スワン
- プロムナイト
- マイ・ブルーベリー・ナイツ
- 魔女っ子ツインズ2
- ミッショナリー・マン
- 無影剣 -SHADOWLESS　SWORD-（テ・スヒョン）
- ラスト・レジェンド
- レストレス〜中天〜（ウングィ）
- レッドライン（サッテ）
- ローグ アサシン
- ローマの休日
- ロスト・ワールド/失われた世界
- ロビン・ウィリアムズのもしも私が大統領だったら…

#### ドラマ
- アグリー・ベティ
- イタズラなKiss2〜惡作劇2吻〜
- エコモダ〜愛と情熱の社長室
- S.A.S. 英国特殊部隊（クリモフ、バルベラ）
- ギルモア・ガールズ（ザック）
- クローザー
- ゴースト 〜天国からのささやき
- ジェリコ 閉ざされた街
- 新・上海グランド
- 善徳女王（カターン）
- チャームド 〜魔女3姉妹〜 ファイナル・シーズン
- ドレイク&ジョシュ
- NUMBERS 天才数学者の事件ファイル
- ニューハート（イ・ジフン）
- ブラザーズ&シスターズ
- プリズン・ブレイク
- ブレイド ブラッド・オブ・カソン（シェン）
- ボディ・オブ・プルーフ2 死体の証言（ザック）
- マードック・ミステリー 〜刑事マードックの捜査ファイル〜（ヘンリー・ヒギンズ）
- ヤング・スーパーマン

#### テレビ番組
- アメリカンイーツ

#### アニメ
- アイアンマン

### 特撮
- 仮面ライダーシリーズ
  - 仮面ライダーキバ（2008年、シャークファンガイアの声）
  - 仮面ライダーオーズ/OOO（2011年、バッタヤミーの声）

### デジタルコミック
- VOMIC
  - スティール・ボール・ラン（2007年、新聞記者C[20]）
  - 死神監察官雷堂（2008年、矢井田勇次、狩野）
  - キングダム（2008年、竭氏）

### シリーズ一覧
1. ↑  第1期（2008年）、第2期『CLANNAD 〜AFTER STORY〜』（2008年）
2. ↑  第1期（2009年）、第2期『弐』（2010年）
3. ↑  第1期（2009年 - 2012年）、第2期（2014年 - 2015年）、第3期（2019年）、続編『100年クエスト』（2024年）
4. ↑  第2シーズン『爆』（2010年 - 2011年）、第3シーズン『4D』（2011年）、第4シーズン『ZEROG』（2012年）
5. ↑  第1期（2010年）、第2期『夢色パティシエールSP プロフェッショナル』（2010年）
6. ↑  第1期（2011年）、第2期『2』（2012年）
7. ↑  『新説西遊記』（2009年）、『蓮咲伝』『新説西遊記 Portable』（2010年）、『蓮咲伝 Portable』（2011年）